# André Kim Taegon
André Kim Taegon (Dangjin, 21 de agosto de 1821 — Seul, 16 de setembro de 1846) foi um sacerdote católico coreano, declarado santo pela Igreja Católica. André foi canonizado em 1984, pelo Papa João Paulo II, juntamente com seus companheiros mártires.
Nascido numa família nobre coreana, aos quinze anos ele foi enviado pelos fiéis coreanos para Macau, onde buscou formação como missionário e padre. Durante os seus estudos de teologia em Macau, frequentou como fiel a Igreja de Santo Antônio. 
Ele era o primeiro sacerdote de etnia coreana e dedicou a sua vida inteira para cristianizar a sua pátria. Foi decapitado em 1846, aos 25 anos de idade, tornando-se o primeiro mártir coreano, junto a mais 102 companheiros católicos, que foram igualmente martirizados na Coreia, Eles foram canonizados por João Paulo II, durante a sua visita à Coreia, no dia 6 de Maio de 1984. A Diocese de Macau o venera na Igreja de Santo Antônio que ele sempre frequentou.

## História

### A igreja na Coreia
A fundação da igreja na Coreia veio por meio de leigos. Surgiu no início de 1600, a partir dos contatos anuais das delegações coreanas que visitavam Pequim, na China, nação que sempre foi uma referência no Extremo Oriente para troca de cultura. A comunidade cresceu rapidamente, possuindo milhares de fiéis. No entanto, os cristãos começaram a sofrer perseguições por parte dos governantes. O governo coreano não via com bons olhos o novo culto, que levou ao país ritos estrangeiros. Em 1802, foi promulgado um édito estatal que proibia a fé cristã e ordenava exterminar os cristãos.

### Infância
André Kim Taegon nasceu em uma família nobre coreana. A sua família se converteu e participou fervorosamente das comunidades cristãs da Coreia, tendo André experimentado a fé desde a sua infância. Seu pai, Inácio Kim, formou uma igreja particular em sua casa com o objetivo de celebrar a Palavra e receber os sacramentos. Quando denunciado, Inácio foi morto por não renegar a sua fé. André tinha 15 anos e sobreviveu, bem como seus familiares.

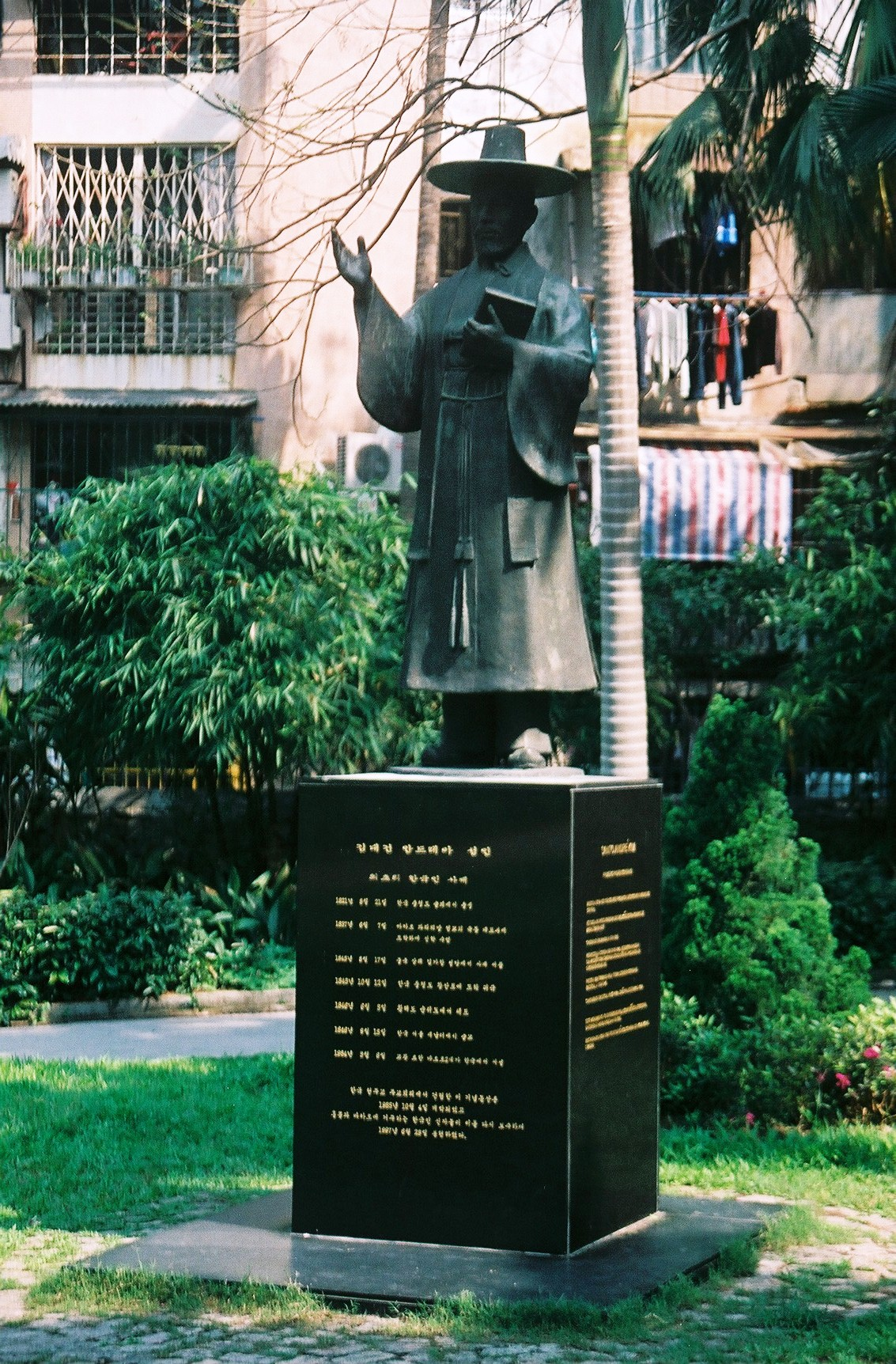
Uma estátua do Santo no Jardim de Camões, perto da Igreja de Santo Antônio, em Macau.

### Vida sacerdotal
Depois disso, ele foi enviado com a ajuda de missionários franceses para Macau, que a essa altura era uma colônia portuguesa na China e um centro asiático de partida e formação de missionários e padres. André se preparou para se tornar sacerdote e em 1844 retorna como diácono. Graças ao seu conhecimento dos costumes e formação espiritual, ele teve grande êxito na evangelização de seus pares. Quando tentou enviar documentações e testemunhos para a Europa, André foi descoberto pelas autoridades. Por ser um nobre, ele foi interrogado pelo rei com o intuito de que renegasse a fé cristã. Diante de sua firmeza, ele passou por torturas e foi morto em 16 de setembro de 1846.

### Canonização
O papa João Paulo II, durante sua viagem para a Coreia, canonizou André Kim Taegon no dia 6 de maio de 1984. Além de André Kim, João Paulo II canonizou 99 coreanos e três missionários franceses que foram martirizados entre 1839 and 1867. Entre eles haviam padres e bispos, mas a maioria era de pessoas leigas: 47 mulheres e 45 homens. Todos os anos, um número considerável de turistas coreanos católicos visitam esta igreja para venerar este santo que tanto trabalhou para evangelizar a Coreia.